# Turnaj kandidátů 2018
Šachový turnaj kandidátů 2018 se konal mezi 10. a 28. březnem 2018 v Berlíně. Turnaj se hrál systémem každý s každým. Vítěz turnaje Fabiano Caruana poté vyzval mistra světa Magnuse Carlsena, společný zápas se uskutečnil v témže roce.
Oficiálním organizátorem byla firma Agon, která je partnerem FIDE.

## Organizace

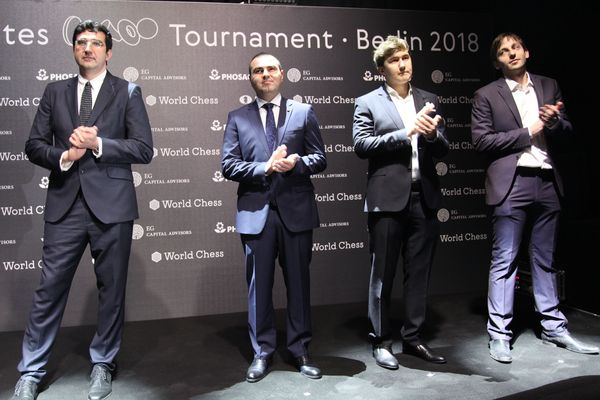
Kramnik, Mamedjarov, Karjakin a Griščuk během slavnostního zahájení turnaje.

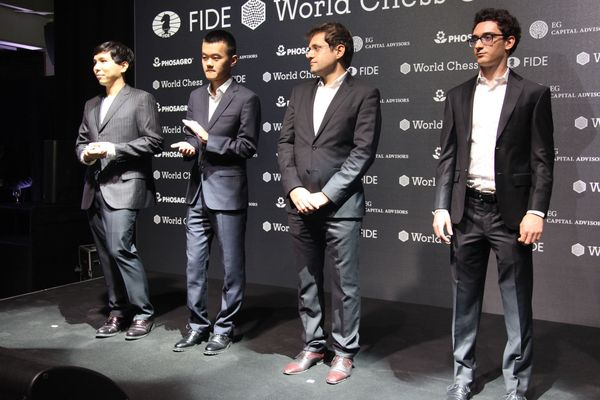
So, Ding, Aronjan a Caruana během slavnostního zahájení.

Na turnaji hrálo osm hráčů systémem každý s každým dvakrát, hrálo se tedy 14 kol s, přičemž každý hrál s každým dvakrát, jednou s bílými a jednou černými figury.

### Cenový fond
Cenový fond činil 420 000 EUR, tj. podle kurzu vydaného ve 14.30 ČNB dne 28. dubna 2020 asi 11 434 500 korun českých. Hráčům se stejným skóre byly peníze rozděleny rovnoměrně.
| Umístění | Prize money (v €) |
| -------- | ----------------- |
| 1        | 95 000            |
| 2        | 88 000            |
| 3        | 75 000            |
| 4        | 55 000            |
| 5        | 40 000            |
| 6        | 28 000            |
| 7        | 22 000            |
| 8        | 17 000            |

### Předpisy
Časová kontrola byla 100 minut pro prvních 40 tahů, 50 minut pro dalších 20 tahů a poté 15 minut po zbytek hry; plus 30sekundový přírůstek na tah počínaje tahem 1.
V případě nerozhodného výsledku turnaje by se postupovalo podle následujícího systému:
1. Výsledky vzájemných partií
2. Více výher
3. Sonneborn–Berger
4. Tito hráči odehrají každý proti sobě dvě tiebreakové partie s časovým limitem 25 minut plus 10 sekundový inkrement na každý tah.
5. Dvě tiebreakové partie mezi každým z hráčů limitem 5 minut plus 3 sekundový inkrement na tah.
6. Armageddon s časovým limitem 5 minut pro bílého a 4 minuty pro černého plus 3 sekundy na tah po 60. tahu; bílý musí vyhrát a černý remizovat či vyhrát. Pokud jsou na prvních príčkách více než dva hráči, hrají mezi sebou vyřazovací turnaj.

### Spory
Několik hráčů kritizovalo organizaci turnaje. Objevily se zejména stížnosti na přílišný hluk v hracím prostoru, vybavení koupelen, ubytování v hotelu a dokonce i televizní obrazovky s komentářem k turnaji, hráči během partií viděli. Sergej Karjakin po prvním kole (přeloženo do češtiny): „Ve skutečnosti se mi v organizaci turnaje skoro nic nelíbí. Hotel se mi nelíbí, místo se mi nelíbí a také to bylo během partie několikrát velmi hlučné. Nechci říkat, že jsem kvůli všem těmto věcem prohrál, ale v podstatě se mi nelíbí nic.“
FIDE oznámila „Zásady vysílání živých tahů“. To bylo vznímáno jako útok na třetí strany, jako jsou Chess24, a také to bylo vnímáno jako pokračování právního boje FIDE s Chess24 a dalšími šachovými internetovými stránkami.

## Kvalifikovaní

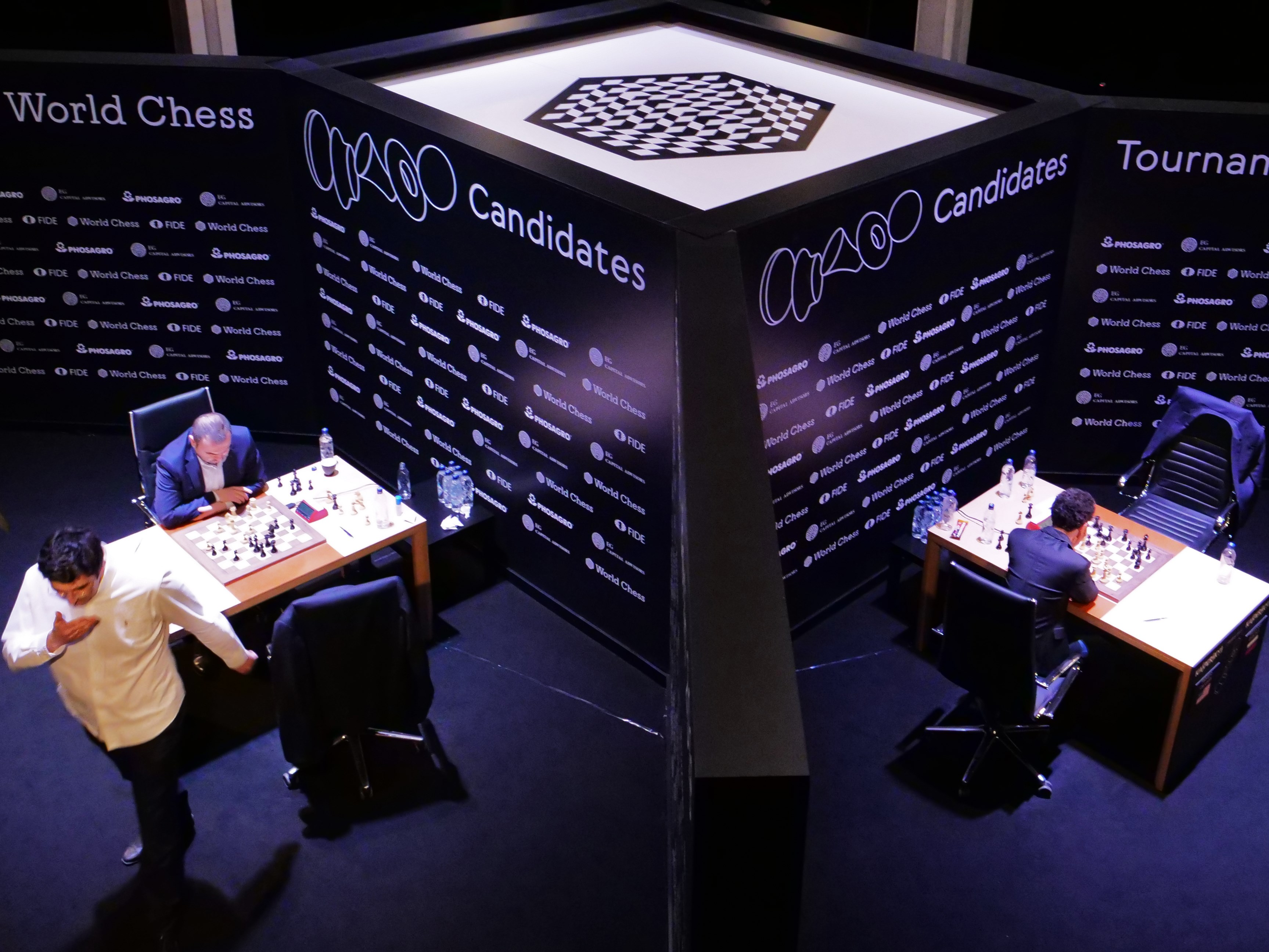
Pohled na 6. kolo z publika: vlevo Mamedjarov (sedící) a Kramnik; vpravo Caruana.

Na turnaj kandidátů se bylo možno kvalifikovat pěti způsoby. V pořadí podle přednosti jsou to: poražený namistrovství světa 2016, finalisté na Chess World Cupu 2017, finalisté FIDE Grand Prix 2017, dále dva nejlépe hodnocení hráči (průměrné hodnocení FIDE na 12 měsíčních seznamech od ledna do prosince 2017, přičemž hráč musel za toto období odehrát alespoň třicet zapsaných partií), kteří hráli na Chess World Cupu 2017 na Grand Prix 2017. Jeden hráč byl také vybrán organizátory na divokou kartu, ten ale musel alespoň jednou za rok 2017 mít Elo vyšší než 2725.
Od září 2017 bylo jasné, že u kvalifikace podle ratingu půjde o tříčlenný „zápas“ mezi Fabianem Caruanou, Weslym So a Vladimirem Kramnikem. V polovině října 2017 měli Caruana a So téměř rozhodující náskok, ale dne 30. října byl Kramnik nasazen jako divoká karta. Podle regulací byl prvním náhradníkem další nejlépe umístěný hráč na Grand Prix Tejmur Radžabov, a dalšími náhradníky byli další hráči podle jejich průměrného Ela za rok 2017 počínaje Maxime Vachierem-Lagravem.
| Typ kvalifikace                                                                                      | Hráč                 | Věk | Elo (k březnu 2018) | Pořadí na světovém žebříčku (k březnu 2018) |
| --- | -------------------- | --- | ------------------- | ------------------------------------------- |
| Poražený na mistrovství světa 2016                                                                   | Sergej Karjakin      | 28  | 2763                | 13.                                         |
| Finalisté Chess World Cupu 2017                                                                      | Levon Aronjan        | 35  | 2794                | 5.                                          |
| Finalisté Chess World Cupu 2017                                                                      | Ting-Li-žen          | 25  | 2769                | 11.                                         |
| Finalisté FIDE Grand Prix 2017                                                                       | Šachrijar Mamedjarov | 32  | 2809                | 2.                                          |
| Finalisté FIDE Grand Prix 2017                                                                       | Alexander Griščuk    | 34  | 2767                | 12.                                         |
| Dva hráči s nejvyšším průměrným hodnocením za rok 2017, kteří hráli na World Cupu nebo na Grand Prix | Fabiano Caruana      | 25  | 2784                | 8.                                          |
| Dva hráči s nejvyšším průměrným hodnocením za rok 2017, kteří hráli na World Cupu nebo na Grand Prix | Wesley So            | 24  | 2799                | 4.                                          |
| Nominace na divokou kartu                                                                            | Vladimir Kramnik     | 42  | 2800                | 3.                                          |

### Kvalifikace podle hodnocení[8]
V seznamu chybí mistr světa Magnus Carlsen. Hráči, kteří se kvalifikovali do turnaje kandidátů jinými prostředky, mají své řádky zobrazeny šedě. Dva hráči, kteří se podle hodnocení Ela kvalifikovali, tedy Fabiano Caruana a Wesley So jsou označeni zeleně.
| Hráč                   | Leden | Únor | Březen | Duben | Květen | Červen | Červenec | Srpen | Září | Říjen | Listopad | Prosinec | Průměr  |
| ---------------------- | ----- | ---- | ------ | ----- | ------ | ------ | -------- | ----- | ---- | ----- | -------- | -------- | ------- |
| Fabiano Caruana        | 2827  | 2827 | 2817   | 2817  | 2802   | 2808   | 2807     | 2807  | 2799 | 2794  | 2799     | 2799     | 2808,58 |
| Wesley So              | 2808  | 2822 | 2822   | 2822  | 2815   | 2812   | 2810     | 2810  | 2792 | 2788  | 2788     | 2788     | 2806,42 |
| Vladimir Kramnik       | 2811  | 2811 | 2811   | 2811  | 2811   | 2808   | 2812     | 2803  | 2803 | 2794  | 2787     | 2787     | 2804,08 |
| Maxime Vachier-Lagrave | 2796  | 2796 | 2803   | 2803  | 2795   | 2796   | 2791     | 2789  | 2804 | 2794  | 2796     | 2789     | 2796,00 |
| Levon Aronjan          | 2780  | 2785 | 2774   | 2774  | 2789   | 2793   | 2809     | 2799  | 2802 | 2801  | 2801     | 2805     | 2792,67 |
| Hikaru Nakamura        | 2785  | 2785 | 2793   | 2793  | 2786   | 2785   | 2792     | 2792  | 2781 | 2774  | 2780     | 2781     | 2785,58 |
| Vivanáthan Ánand       | 2786  | 2786 | 2786   | 2786  | 2786   | 2786   | 2783     | 2783  | 2794 | 2783  | 2782     | 2782     | 2785,25 |

### Predikce
Maxime Vachier-Lagrave (šachista s nejvyšším hodnocením Elo, který na turnaji nehrál krom mistra světa Carlsena) považoval před turnajem za favority Aronjana a Caruanu, a také poznamenal, že sázkové kanceláře říkají něco podobného. Jako další možné vítěze považoval Mamedjarova nebo Kramnika.

## Plán
Párování bylo oznámeno měsíc před turnajem. . Grischuk, Karjakin a Kramnik (všichni z Ruska) hráli navzájem v kolech 1, 2 a 3 a také s barvami obrácenými v kolech 8, 9 a 10. Podobně se tak Caruana (oba ze Spojených států) hráli navzájem v 1. a 8. kole.

Hry začaly v 15:00 místního času (14:00 UTC před 25. březnem, 13:00 UTC po 25. březnu), hrálo se každý den od 10. do 27. března, s výjimkou dnů 13., 17., 21. a 25. března (po 3., 6., 9. a 12. kole). V případě potřeby by se 28. března hrál tiebreak. Slavnostní zahájení proběhlo 9. března a slavnostní ukončení 28. března. 
| Datum      | Den     | Akce                |
| ---------- | ------- | ------------------- |
| 9. března  | Pátek   | Slavnostní zahájení |
| 10. března | Sobota  | 1. kolo             |
| 11. března | Neděle  | 2. kolo             |
| 12. března | Pondělí | 3. kolo             |
| 13. března | Úterý   | Odpočinkový den     |
| 14. března | Středa  | 4. kolo             |
| 15. března | Čtvrtek | 5. kolo             |
| 16. března | Pátek   | 6. kolo             |
| 17. března | Sobota  | Odpočinkový den     |
| 18. března | Neděle  | 7. kolo             |

| Datum      | Den v týdnu | Akce                |
| ---------- | ----------- | ------------------- |
| 19. března | Pondělí     | 8. kolo             |
| 20. března | Úterý       | 9. kolo             |
| 21. března | Středa      | Odpočinkový den     |
| 22. března | Čtvrtek     | 10. kolo            |
| 23. března | Pátek       | 11. kolo            |
| 24. března | Sobota      | 12. kolo            |
| 25. března | Neděle      | Odpočinkový den     |
| 26. března | Pondělí     | 13. kolo            |
| 27. března | Úterý       | 14. kolo            |
| 28. března | Středa      | Slavnostní ukončení |

## Shrnutí

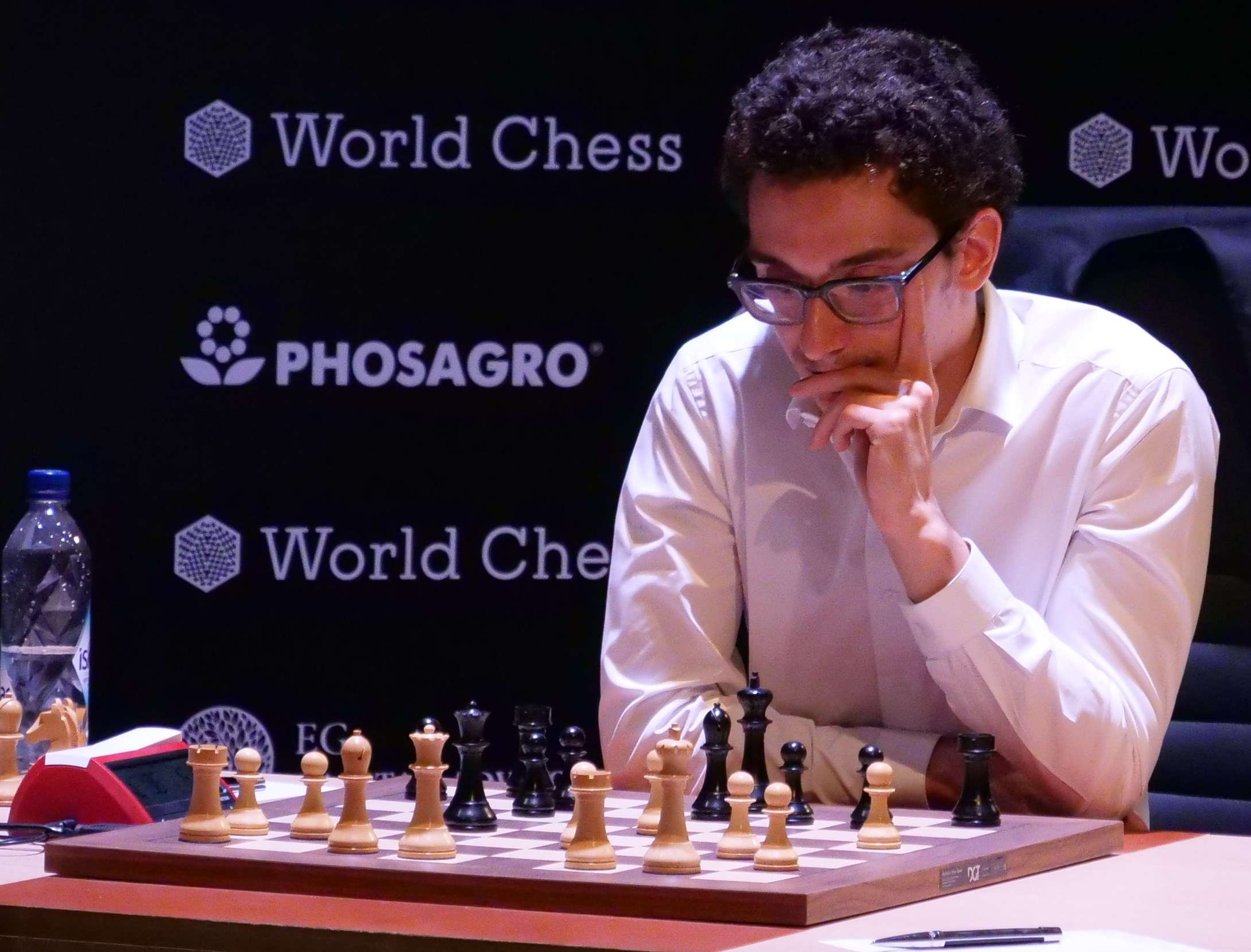
Fabiano Caruana během partie desátého kole proti Šachrijarovi Mamedjarovi.

Caruana, Mamedjarov a Kramnik v prvním a druhém kole vyhráli, Kramnik se pak po brilantním vítězství černými proti Aronjanovi ve třetím kole ujal vedení. Začal však hrát velmi optimisticky a v následujících kolech svou pozici přeceňoval. To vedlo k tomu, že prohrál složité partie, nejprve proti Caruanovi ve 4. kole, pak proti Mamedjarovovi v 6. kole. V poločase bylo skóre Caruana +3; Mamedjarov +2; Kramnik, Griščuk a Li-ren; Karjakin -1, a So a Aronjan -2. Vyzyvatel mistra světa z roku 2016 Karjakin utrpěl v prvních dvou kolech dvě porážky. Aronjan, jeden z předturnajových favoritů se ze své ztráty na Kramnikovi odrazil vítězstvím nad Karjakinem, ale v následujícím kole byl okamžitě poražen Weslym So a byl na posledním místě.
Ve střední části turnaje se Aronjan i Karjakin pokoušeli dohánět. Karjakin byl v 7. a 9. kole s bílými figury úspěšný, zatímco Aronjan hledal v partiích komplikace, ale vyhrát se mu nedařilo, v desátém kole pak prohrál proti Kramnikovi. Karjakin pak v 11. kole černými porazil Aronjana a připojil se k Griščukovi na třetí místo. Caruana a Mamedjarov pokračovali ve vedení, ale všechny své hry z 8. až 11. kola zremizovali a zůstali na +3 a +2.
V 12. kole Caruana s Mamedjarovem poprvé na turnaji prohráli: Caruana proti Karjakinovi a Mamedjarov proti Li-renovi, který do té doby zremizoval každou hru. Tím se do boje o vítězství dostalo pět hráčů: Karjakin a Caruana na skóre +2 (v případě ukončení by Karjakin na pomocná hodnocení vyhrál) a Mamedjarov, Griščuk a Li-ren se skórem +1.
V předposledním kole Mamedjarov a Caruana porazili Griščuka a Aronjana, zatímco Li-ren a Karjakin své partie remizovali. To dalo Caruanovi (+3) náskok nad Karjakinem a Mamedjarovem (+2) do posledního finálového kola, přičemý Ding (+1) byl o další bod za ním. Caruana měl horší pomocné hodnocení než Mamedjarov a Karjakin, takže musel zvítězit před oběma. Li-ren měl také matematickou šanci vyhrát na pomocná hodnocení, pokud by všechny jeho partie skončily pro něj přívětivě.
V posledním kole Karjakin tvrdě tlačil na výhru s bílými proti Li-renovi, ale po hrubé chybě se musel snažit o remízu. Mezitím se Mamedjarovovi s černými podařilo získat proti Kramnikovi komplikovanou hru, ale nedokázal šance využít a partie skončila remízou. Caruana s černými proti Grišcukovi vyhrál, i když ostatní partie skončily již před touto, což znamenalo, že mu stačila jen remíza.

### Hodnocení
V dlouhém rozhovoru den po turnaji diskutoval Caruana o svém předturnajovém tréninku. Caruana zhodnotil svůj výkon v turnaji a kritizoval jeho tendenci k příliš obrannému stylu. Věřil, že taková obrana přispěla k jeho dvanácté ztrátě proti Karjakinovi, čímž ještě nebyl výsledek rozhodnut. Caruana však cítil, že jeho schopnost zapomenout na ztráty relativně rychle byla důležitá v jeho rozhodujících vítězstvích proti Aronjanovi a Griščukovi v posledních dvou kolech. Ke svým šancím porazit Carlsena v zápase mistrovství světa řekl „asi 50–50“.
Na charitativní akci několik dní po turnaji hovořili Kramnik a Karjakin také o tomto turnaji. Kramnik řekl, že jeho „velmi agresivní a nekompromisní“ hra nemusí být tou nejlepší praktickou volbou, ale přinejmenším to ukazuje bojového ducha. Karjakin litoval svého „hrozného začátku“, ale řekl, že Caruanovo vítězství je „docela férový“ výsledek. Oba hráči souhlasili s tím, že Caruana má své šance proti Carlsenovi, i když Carlsen zůstává favoritem.

## Konečné výsledky

### Pořadí[21]
| Pořadí | Hráč                       | Počet výher | Remíz | Proher | Bodů celkem | Qualification                                 |     | CAR | MAM | KAR | LI-REN | KRA | GRI | SO  | ARO |
| ------ | -------------------------- | ----------- | ----- | ------ | ----------- | --------------------------------------------- | --- | --- | --- | --- | ------ | --- | --- | --- | --- |
| 1      | Fabiano Caruana (USA)      | 5           | 8     | 1      | 9           | Možnost vyzvat mistra světa Carlsena na zápas |     | —   | ½   | ½ 0 | ½      | ½ 1 | ½ 1 | 1 ½ | 1   |
| 2      | Šachrijar Mamedjarov (AZE) | 3           | 10    | 1      | 8           |                                               |     | ½   | —   | ½ 1 | 0 ½    | 1 ½ | 1 ½ | ½   | ½   |
| 3      | Sergej Karjakin (RUS)      | 4           | 8     | 2      | 8           |                                               | 1 ½ | 0 ½ | —   | ½   | 1 ½    | ½   | 1 ½ | 0 1 |     |
| 4      | Ting Li-žen (CHN)          | 1           | 13    | 0      | 7.5         |                                               | ½   | ½ 1 | ½   | —   | ½      | ½   | ½   | ½   |     |
| 5      | Vladimir Kramnik (RUS)     | 3           | 7     | 4      | 6.5         |                                               | 0 ½ | ½ 0 | ½ 0 | ½   | —      | 1 0 | ½   | 1   |     |
| 6      | Alexandr Griščuk (RUS)     | 2           | 9     | 3      | 6.5         |                                               | 0 ½ | ½ 0 | ½   | ½   | 1 0    | —   | 1 ½ | ½   |     |
| 7      | Wesley So (USA)            | 1           | 10    | 3      | 6           |                                               | ½ 0 | ½   | ½ 0 | ½   | ½      | ½ 0 | —   | 1 ½ |     |
| 8      | Levon Aronjan (ARM)        | 1           | 7     | 6      | 4.5         |                                               | 0   | ½   | 0 1 | ½   | 0      | ½   | ½ 0 |     |     |

### Výsledky jednotlivých kol
Hráč vlevo je bílý. 1–0 označuje vítězství bílého, 0–1 označuje výhru černého a ½ – ½ označuje remízu. Čísla v závorkách ukazují skóre hráčů před daným kolem. 
| 1. kolo – 10. března 2018 |                           |     |
| Vladimir Kramnik          | Alexandr Griščuk          | 1–0 |
| Sergej Karjakin           | Šachrijar Mamedjarov      | 0–1 |
| Levon Aronjan             | Ting Li-žen               | ½–½ |
| Fabiano Caruana           | Wesley So                 | 1–0 |
| 2. kolo – 11. března 2018 |                           |     |
| Alexandr Griščuk (0)      | Wesley So (0)             | 1–0 |
| Ting Li-žen (½)           | Fabiano Caruana (1)       | ½–½ |
| Šachrijar Mamedjarov (1)  | Levon Aronjan (½)         | ½–½ |
| Vladimir Kramnik (1)      | Sergej Karjakin (0)       | ½–½ |
| 3. kolo – 12. března 2018 |                           |     |
| Sergej Karjakin (½)       | Alexandr Griščuk (1)      | ½–½ |
| Levon Aronjan (1)         | Vladimir Kramnik (1½)     | 0–1 |
| Fabiano Caruana (1½)      | Šachrijar Mamedjarov (1½) | ½–½ |
| Wesley So (0)             | Ting Li-žen (1)           | ½–½ |
| 4. kolo – 14. března 2018 |                           |     |
| Alexandr Griščuk (1½)     | Ting Li-žen (1½)          | ½–½ |
| Šachrijar Mamedjarov (2)  | Wesley So (½)             | ½–½ |
| Vladimir Kramnik (2½)     | Fabiano Caruana (2)       | 0–1 |
| Sergej Karjakin (1)       | Levon Aronjan (1)         | 0–1 |
| 5. kolo – 15. března 2018 |                           |     |
| Levon Aronjan (2)         | Alexandr Griščuk (2)      | ½–½ |
| Fabiano Caruana (3)       | Sergej Karjakin (1)       | ½–½ |
| Wesley So (1)             | Vladimir Kramnik (2½)     | ½–½ |
| Ting Li-žen (2)           | Šachrijar Mamedjarov (2½) | ½–½ |
| 6. kolo – 16. března 2018 |                           |     |
| Fabiano Caruana (3½)      | Alexandr Griščuk (2½)     | ½–½ |
| Wesley So (1½)            | Levon Aronjan (2½)        | 1–0 |
| Ting Li-žen (2½)          | Sergej Karjakin (1½)      | ½–½ |
| Šachrijar Mamedjarov (3)  | Vladimir Kramnik (3)      | 1–0 |
| 7. kolo – 18. března 2018 |                           |     |
| Alexandr Griščuk (3)      | Šachrijar Mamedjarov (4)  | ½–½ |
| Vladimir Kramnik (3)      | Ting Li-žen (3)           | ½–½ |
| Sergej Karjakin (2)       | Wesley So (2½)            | 1–0 |
| Levon Aronjan (2½)        | Fabiano Caruana (4)       | 0–1 |

| 8. kolo – 19. března 2018  |                           |     |
| Alexandr Griščuk (3½)      | Vladimir Kramnik (3½)     | 1–0 |
| Šachrijar Mamedjarov (4½)  | Sergej Karjakin (3)       | ½–½ |
| Ting Li-žen (3½)           | Levon Aronjan (2½)        | ½–½ |
| Wesley So (2½)             | Fabiano Caruana (5)       | ½–½ |
| 9. kolo – 20. března 2018  |                           |     |
| Wesley So (3)              | Alexandr Griščuk (4½)     | ½–½ |
| Fabiano Caruana (5½)       | Ting Li-žen (4)           | ½–½ |
| Levon Aronjan (3)          | Šachrijar Mamedjarov (5)  | ½–½ |
| Sergej Karjakin (3½)       | Vladimir Kramnik (3½)     | 1–0 |
| 10. kolo – 22. března 2018 |                           |     |
| Alexandr Griščuk (5)       | Sergej Karjakin (4½)      | ½–½ |
| Vladimir Kramnik (3½)      | Levon Aronjan (3½)        | 1–0 |
| Šachrijar Mamedjarov (5½)  | Fabiano Caruana (6)       | ½–½ |
| Ting Li-žen (4½)           | Wesley So (3½)            | ½–½ |
| 11. kolo – 23. března 2018 |                           |     |
| Ting Li-žen (5)            | Alexandr Griščuk (5½)     | ½–½ |
| Wesley So (4)              | Šachrijar Mamedjarov (6)  | ½–½ |
| Fabiano Caruana (6½)       | Vladimir Kramnik (4½)     | ½–½ |
| Levon Aronjan (3½)         | Sergej Karjakin (5)       | 0–1 |
| 12. kolo – 24. března 2018 |                           |     |
| Alexandr Griščuk (6)       | Levon Aronjan (3½)        | ½–½ |
| Sergej Karjakin (6)        | Fabiano Caruana (7)       | 1–0 |
| Vladimir Kramnik (5)       | Wesley So (4½)            | ½–½ |
| Šachrijar Mamedjarov (6½)  | Ting Li-žen (5½)          | 0–1 |
| 13. kolo – 26. března 2018 |                           |     |
| Šachrijar Mamedjarov (6½)  | Alexandr Griščuk (6½)     | 1–0 |
| Ting Li-žen (6½)           | Vladimir Kramnik (5½)     | ½–½ |
| Wesley So (5)              | Sergej Karjakin (7)       | ½–½ |
| Fabiano Caruana (7)        | Levon Aronjan (4)         | 1–0 |
| 14. kolo – 27. března 2018 |                           |     |
| Alexandr Griščuk (6½)      | Fabiano Caruana (8)       | 0–1 |
| Levon Aronjan (4)          | Wesley So (5½)            | ½–½ |
| Sergej Karjakin (7½)       | Ting Li-žen (7)           | ½–½ |
| Vladimir Kramnik (6)       | Šachrijar Mamedjarov (7½) | ½–½ |

### Body po jednotlivých kolech

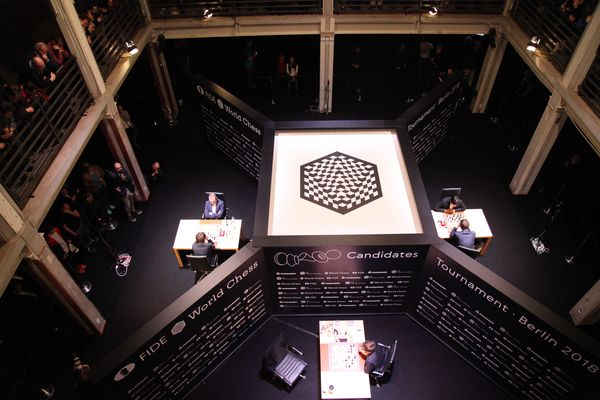
Turnajová hala. Diváci mohli hráče sledovat shora.

U každého hráče je zobrazeno, zda v daném kole vyhrál, či prohrál. Hráči s největším rozdílem v každém kole jsou označeni zeleným pozadím. Hráči, kteří již v daném kole nemají šanci vyhrát, jsou označeni červeným pozadím.
| Konečné pořadí | Hráč                       | 1  | 2  | 3  | 4  | 5  | 6  | 7  | 8  | 9  | 10 | 11 | 12 | 13 | 14 |
| -------------- | -------------------------- | -- | -- | -- | -- | -- | -- | -- | -- | -- | -- | -- | -- | -- | -- |
| 1              | Fabiano Caruana (USA)      | +1 | +1 | +1 | +2 | +2 | +2 | +3 | +3 | +3 | +3 | +3 | +2 | +3 | +4 |
| 2              | Šachrijar Mamedjarov (AZE) | +1 | +1 | +1 | +1 | +1 | +2 | +2 | +2 | +2 | +2 | +2 | +1 | +2 | +2 |
| 3              | Sergej Karjakin (RUS)      | –1 | –1 | –1 | –2 | –2 | –2 | –1 | –1 | =0 | =0 | +1 | +2 | +2 | +2 |
| 4              | Ting Li-žen (CHN)          | =0 | =0 | =0 | =0 | =0 | =0 | =0 | =0 | =0 | =0 | =0 | +1 | +1 | +1 |
| 5              | Vladimir Kramnik (RUS)     | +1 | +1 | +2 | +1 | +1 | =0 | =0 | –1 | –2 | –1 | –1 | –1 | –1 | –1 |
| 6              | Alexandr Griščuk (RUS)     | –1 | =0 | =0 | =0 | =0 | =0 | =0 | +1 | +1 | +1 | +1 | +1 | =0 | –1 |
| 7              | Wesley So (USA)            | –1 | –2 | –2 | –2 | –2 | –1 | –2 | –2 | –2 | –2 | –2 | –2 | –2 | –2 |
| 8              | Levon Aronjan (ARM)        | =0 | =0 | –1 | =0 | =0 | –1 | –2 | –2 | –2 | –3 | –4 | –4 | –5 | –5 |